# Spirit dreams inside -another dream-
「Spirit dreams inside -another dream-」（スピリット・ドリームス・インサイド アナザー・ドリーム）は、日本のロックバンド、L'Arc〜en〜Cielの21作目のシングル。2001年9月5日発売。発売元はKi/oon Records。

## 概要
ベストアルバム『Clicked Singles Best 13』から約半年ぶりとなる新譜で、前作「STAY AWAY」以来約1年2ヶ月ぶりとなるシングル。
本作の表題曲「Spirit dreams inside -another dream-」は、軽快なアコースティック・ギターのサウンドが前面に押し出されたロックナンバーとなっている。この曲では、kenがドブロ・ギターを弾いている他、kenの意向もあり作詞・作曲を担当したhydeがアコギを弾いている。なお、本作の2曲目に収録された表題曲の全英語詞バージョン「Spirit dreams inside」は、シングル発売の約2ヶ月前の2001年7月より、アメリカならびに日本で公開が開始されたギャガ＝ヒューマックス配給映画『FINAL FANTASY』の主題歌に使用されている。ちなみに本作の収録曲は、詞・曲ともに映画に向けて書き下ろされている。そして映画主題歌に使用された本作の2曲目は、シングル収録に先駆け、2001年7月3日に発売された前述の映画のサウンドトラック『FINAL FANTASY ORIGINAL MOTION PICTURE SOUNDTRACK』に収録されている。そのため、本作のレコーディングは2001年3月から開始されている。kenは本作発売当時に受けたインタビューの中で「コレ（映画）がなかったら、もしかしたら何もしてなかったかも」と語っており、この映画に向けた楽曲制作のため、L'Arc〜en〜Cielのレコーディングが実施されたことがうかがえる。（詳細は楽曲解説の項目を参照）
なお、この作品をリリースする前後で、L'Arc〜en〜Cielのメンバー4人はそれぞれソロ活動もしくは休養の期間に入ることとなった。特にhydeは、この当時ソロ活動に対するモチベーションが高まっていたようで、2012年に発表した自叙伝で「自分の感性を、L'Arc〜en〜Cielじゃない所で発揮したいという欲求が芽生えてきたんだよね。必ずしもバンドマジックを求めてる訳ではなくて、むしろ自分の芸術を総合した物を作ってみたくなったんだ」「お金がなくても、小さくてもいいから、自分の部屋が欲しいっていう時期が来たんだ」と当時の心境を綴っている。そしてkenは、1998年以降、様々なスケジュールが積層していたため疲労感があったようで、2002年まで音楽活動を休んでいたという。kenは2004年に受けた音楽雑誌のインタビューで、本作発売後の生活を振り返り「しばらく何もしなくて。1年ぐらいはもう麻雀と野球しかしてなかった」と述懐している。こういった事情により、2004年2月にシングル「READY STEADY GO」を発表するまでの約2年5ヶ月の間、L'Arc〜en〜Cielの音源がリリースされることはなかった。

## リリース

### リリースプロモーション
本作のリリースプロモーションとして、2001年8月29日に東京国際フォーラムで開催された前述の映画の試写会にL'Arc〜en〜Cielが出演している。この出演はサプライズとなっており、映画本編のエンディングのタイミングでL'Arc〜en〜Cielが登場し、主題歌の「Spirit dreams inside」を演奏するパフォーマンスが行われている。ちなみにこのサプライズ演奏では、kenが持つギターのヘッドから花火が飛び出る演出が披露されている。余談だが、後日メンバーがラジオ番組に出演した際に、kenは「火花がスタッフの方に行ってしまった」とアクシデントがあったことをコメントしている。なお、この試写会でのサプライズ演奏の模様は、2004年3月31日に発売した9thアルバム『SMILE』の初回限定盤に付属するDVDに収録されている。

### リリース形態
本作は、通常盤（CD）の1形態でリリースされており、初回限定仕様は紙ジャケット、スーパーピクチャーレーベルになっている。なお、アルバムリリースが当面見込めない背景もあってか、本作に付属する歌詞カードには「メンバー自身が普段担当しているパート」、「各メンバーが担当したその他のパート・楽器」、「メンバー以外のレコーディングに参加したミュージシャン」といった、これまでアルバム作品に記載していたクレジットが掲載されている。

### チャート
本作は発売初週となる2001年9月17日付のオリコン週間シングルチャートで、「NEO UNIVERSE／finale」以来2作ぶり通算10作目の首位を獲得している。

## ミュージックビデオ
表題曲「Spirit dreams inside -another dream-」のミュージック・ビデオは、映画『FINAL FANTASY』の製作スタッフによって手掛けられており、ディレクターは中島シンヤが担当している。
映像は、映画『FINAL FANTASY』で描かれた世界を舞台に、映画に登場したキャラクターがL'Arc〜en〜Cielのメンバー4人に扮して演奏するという内容になっている。そのため、L'Arc〜en〜Cielのミュージック・ビデオとしては珍しく、メンバーが出演していない作品となっている。前述の映画がフル3DCG作品であることに合わせ、ミュージック・ビデオも全て3DCGで制作するという大掛かりなプロジェクトとなっており、製作費は3億円、全ての映像を一から作った場合は総額60億円に及ぶという、ミュージック・ビデオの製作費としては破格の金額でつくられた作品となっている。ちなみにこのミュージック・ビデオは、全国のワーナー・マイカル・シネマズにおいて、映画本編と合わせ期間限定で独占上映されている。
映画に登場したキャラクターによる演奏シーンでは、L'Arc〜en〜Cielのメンバーの動きを再現するため、メンバーの身体にセンサーを取り付け、実際に演奏した動きをコンピューターに取り込むモーションキャプチャという技術が用いられている。なお、動きを取り入れるためにメンバーが演奏したテイク数は僅か2回だったといい、メンバーは本作発売当時のインタビューで「（ミュージック・ビデオの撮影は）いつもよりも楽だった」と映像制作のエピソードを述懐している。また、3DCG化された演奏シーンについて、yukihiroは「プロテクターみたいなの付けさせられてやったんだけど、けっこうでかいヤツでさ、脇が開いちゃうんだよね。だから映像も、脇が開いちゃってんのよ（笑）」と印象を述べている。ちなみに、モーションキャプチャで制作された演奏シーンは映像内にあまり登場しておらず、映像のほとんどが映画のシーンからの抜粋となっている。
また、このミュージック・ビデオは、2007年12月5日に発表したクリップ集『CHRONICLE 3』に初収録されている。さらに、2019年12月11日には公式YouTubeアーティストチャンネルにおいて、YouTube Music Premium限定で映像の有料公開が開始されている。有料公開開始から約2年4ヶ月後となる2022年4月22日からは、同サイトで映像の無料公開が開始されている。

## 収録曲
| #         | タイトル                                 | 作詞      | 作曲      | 編曲                          | 時間 |
| --------- | ---------------------------------------- | --------- | --------- | ----------------------------- | ---- |
| 1.        | 「Spirit dreams inside -another dream-」 | hyde      | hyde      | L'Arc〜en〜Ciel, Hajime Okano | 3:44 |
| 2.        | 「Spirit dreams inside」                 | hyde      | hyde      | L'Arc〜en〜Ciel, Hajime Okano | 3:44 |
| 合計時間: | 合計時間:                                | 合計時間: | 合計時間: | 合計時間:                     | 7:28 |

## 楽曲解説
1. Spirit dreams inside -another dream-
  - 作詞・作曲: hyde / 英語訳詞: Lynne Hobday / 編曲: L'Arc〜en〜Ciel & Hajime Okano

軽快なアコースティック・ギターのサウンドが前面に押し出されたロックナンバー。作詞・作曲を担当したhydeは、疾走感を意識して楽曲を制作したと述べている[3]。なお、1990年代からU.S.を中心にラップロックを取り入れたバンドが人気となり、日本でも90年代後半から流行し始めた背景があったが、この曲はあえてラフでリズミカルなロックナンバーに仕上げられている。この曲の制作志向について、kenは「今さ、ギター・バンドって言ったらグイグイ刻んでヘヴィーにいくか、ラップみたいなのを絡めるか…みたいな感じでしょ？まあそういうのもいいとは思うけど、俺らのやりたい音楽っていうのは、もっとラフなところのあるロックだったりする[5][11]」と本作発売当時のインタビューで語っている。
なお、この曲はL'Arc〜en〜Cielとして初めてkenがラップ・スチールを導入した楽曲となっている。スティール・ギターを導入した経緯について、kenは「前から使ってみたいと思ってて、ディストーション・ギターとの絡みとして使ったらおもしろいんちゃうかなと思って。楽器を初めて使うときって、案外面白いことができたりするんだよね。そういう意味で、ドブロ（金属でできたギター）も使ってみたいと思って[2]」と述べている。ちなみに、レコーディングで使用したドブロ・ギターはhydeが所有していたもので、kenはhydeから借用しギター録りを行っている[2]。
さらにこの曲のレコーディングでは、hydeが初めてレコーディングでアコースティック・ギターを担当している。これはkenがhydeにリクエストしたことがきっかけとなっている。hydeにアコギを弾いてもらった経緯について、kenは「（自分で弾くと）俺の弾いたエレキ・ギターとリズムがいっしょになりすぎていややな、と思ったから[2]」と述べており、ボーカリストであるhydeの持っているリズム感が楽曲に取り入れられることになった[2]。また、この曲のドラムプレイでは随所にダブルストロークが用いられている。yukihiroは、この曲のリズムアプローチについて「普通の2拍4拍にするのがイヤだったので、そうならないように（リズム）パターンを考えてという感じですね[12]」と語っている。
本作発売後、メンバー4人がソロ活動を主軸とした活動にシフトしていったことでL'Arc〜en〜Cielの活動が止まったため、2003年6月25日にファンクラブ会員限定で開催したライヴ「Akasaka Zero day」までこの曲がライヴで披露されることはなかった。また、この曲は同年同月に行われたバンド活動再開の幕開けとなる復活ライヴ「Shibuya Seven days 2003」でも演奏されているが、この公演の後は現在までライヴで披露されていない[注 2]。なお、この曲はL'Arc〜en〜Cielが発表したシングル表題曲としては、唯一ベストアルバムを含め、どのアルバムにも収録されていない。
2. Spirit dreams inside
  - 作詞・作曲: hyde / 英語訳詞: Lynne Hobday / 編曲: L'Arc〜en〜Ciel & Hajime Okano

表題曲「Spirit dreams inside -another dream-」の全英語詞バージョン。この曲は、映画『FINAL FANTASY』への楽曲提供依頼を受けて書き下ろされた楽曲で、脚本および製作途中の映像を観たうえでhydeが作詞・作曲を手掛けている[3]。なお、楽曲制作にあたり、映画製作陣から「主題歌としてバラード曲を手掛けて欲しい」と要望があったといい、リクエストを踏まえたバラードソングを当初制作していたという[3]。ただ、hydeは「一応、（バラードも）つくりはしたんだけど、なんか違うなと思って。俺が監督だったら、エンディングには、もっと疾走感のある曲のほうがいいなー、と思ったんでもう1曲つくりました[3]」と述べており、クライアントから要望のあったバラードとは別に、この曲を制作している。結果として、この曲と前述のバラードソングの2曲を映画製作陣に提示したところ、この曲が映画主題歌に選ばれることになった。ちなみに、この曲が主題歌に使用された経緯について、kenは「監督（坂口博信）がこの曲に決めた理由っていうのが、アコギの雰囲気だったって話を聞いた[2]」と述懐している。
また、kenはこの曲のデモ音源を聴いた印象について「曲のもってる疾走感っていうのが、すごく（映画に）マッチしてるんちゃうかと思った。あと、メロのもってる雰囲気が'80年代っぽくて、そこがおもしろいなって[2]」と語っている。
歌詞は、上記映画の脚本を読んだうえでhydeが手掛けている。脚本を読んだ感想について、hydeは「台本を読んで、最後に思ったのは"なんだ誰も悪い人いないんだ"だった[3]」と述べており、映画に登場する「ファントムと呼ばれる"地球を侵略しに来たエイリアン"」をあえて主人公と見立てたストーリーを歌詞の中で描いている[3]。また、hydeは歌詞を手掛けるにあたり、「せっかく（FFチームと）いっしょにつくってるんだから、映画がもつスピリットをより強く感じさせるものにしたいし。シチュエーションに合うものをつくることでの、相乗効果ってものが欲しい[3]」と考えていたという。hydeが手掛けた歌詞の印象について、yukihiroは「物事のとらえ方にしてもことばの使い方にしても、いつもへーっと思いますよ。今回も"やられる側"というか"エイリアン側"の立場で、という話を最初に聞いて、おもしろいなと思いましたね[12]」と本作発売当時に述べている。
また、リリックを全英語詞にするにあたり、hydeは訳詞家のリン・ホブデイとディスカッションしながら作詞作業を進めている[3]。ちなみに、この曲を含め、1999年頃からL'Arc〜en〜Cielの楽曲の歌詞に英語詞のフレーズが増え始めているが、このリリックの変化についてhydeは「昔は、日本語にすごいこだわりがあって、どう聴いても英語のほうがハマる曲でも日本語を乗せてたころもあって。ここ何年かは、なんか素直になったっていうか、ふだん聴いてる曲が英語の曲ばっかだから。むしろ英語のほうが好きっていうくらいの感じになったかな[3]」と述べている。
なお、この全英語詞バージョンは、本作発売の約2ヶ月前に発売された前述の映画のサウンドトラック『FINAL FANTASY ORIGINAL MOTION PICTURE SOUNDTRACK』に先行収録されている。また、L'Arc〜en〜Cielのアルバム作品としては、2004年3月に発売された9thアルバム『SMILE』に収録されている。
余談だが、この曲は2004年から開催したライヴツアー「SMILE TOUR 2004」、同年7月31日にアメリカ・ボルチモアのファースト・マリナー・アリーナで開催したバンド初の海外公演「Live in USA」を最後に、長きにわたり演奏されていない。ちなみに、2004年に行った前述のライヴツアーでこの曲を披露した際、hydeはフェルナンデスの特注モデルブランド、P-PROJECTの「AI-H」というテレキャス・シェイプのセミホロウ構造のエレクトリックアコースティックギターを弾きながら歌唱している[13]。なお、このエレアコには従来のスティール弦ではなく、ブロンズ弦を張っているという[13]。

## タイアップ
Spirit dreams inside
- ギャガ＝ヒューマックス配給映画『FINAL FANTASY』主題歌

## 参加ミュージシャン
- hyde：Vocal
- ken：Guitar
- tetsu：Bass
- yukihiro：Drum
  - hyde：Acoustic Guitar
  - ken：Lap Steel, Keyboard
  - 岡野ハジメ：Keyboard
  - 斎藤仁：Manipulate

## 収録アルバム
オリジナルアルバム
- 『SMILE』 (#2)

サウンドトラック
- 『FINAL FANTASY ORIGINAL MOTION PICTURE SOUNDTRACK』 (#2)